# Tlatoani
Tlatoani (ve starém nahuatlu také Tlahtoani) byl obvyklý titul mezoamerických předkolumbovských panovníků. Výraz pochází z jazyka nahuatl a v doslovném překladu znamená mluvčí.
Tlatoani z Tenochtitlanu, vládce Aztéků, nejmocnější mezi mexickými panovníky, používal titul huey tlatoani (nejvyšší mluvčí).
Do evropských jazyků se obyčejně překládá jako král. Španělští konkistadoři ovšem většinu tlatoani titulovali jako pouhé šlechtice či velmože, vzhledem k jejich lennímu vztahu k aztéckému vládci. Naopak aztécký vládce je, kvůli svému významu, zvláště v anglické literatuře, někdy označován jako císař.